# Церковь Святого Сиффредия (Карпантра)
Церковь святого Сиффредия  (фр. Cathédrale Saint-Siffrein de Carpentras) — бывший кафедральный собор, находящийся во французском городе Карпантра. Назван в честь святого Сиффредия, является историческим памятником Франции.

## История
Церковь была построена в XV веке по велению антипапы Бенедикта XIII. Строительство началось в 1409 году и продолжалось в течение 150 лет. Главный вход был окончательно построен к 1514 году (реконструирован в 2000—2002 годах). Башня возведена в начале XX века.
До начала XIX века в соборе была кафедра епископов епархии Карпантра, ликвидированной в 1801 году и присоединённой к епархии Авиньона.
Собор славится своим богатым убранством и реликвиями. Здесь хранится гвоздь с креста, на котором был распят Иисус Христос. Крестных гвоздей существует четыре: два хранятся в Италии и два во Франции: один в соборе Нотр-Дам, другой в соборе города Карпантра. Впрочем относительно числа гвоздей (три или четыре) ведутся споры. Спорна и подлинность реликвий: всего в мире насчитывается 30 подобных гвоздей. Римская церковь Санта Кроче также оспаривает подлинность французских реликвий, и в частности, — из собора святого Сиффрена (Зигфрида) из Карпантра.
Гвоздь из собора Карпантра овеян многочисленными легендами. Во-первых, этот вовсе не гвоздь, а удила (элемент упряжи). Согласно легенде, один из гвоздей (а по другим версиям — три), которыми был распят Иисус Христос, был обнаружен в Иерусалиме матерью византийского императора Константина — Еленой. Из этого гвоздя она приказала сделать удила для лошади Константина, чтобы оберегать его на поле боя.
По прошествии веков эти удила оказались в соборе Карпантра. Но называют их иногда и Святым гвоздём. Гвоздь этот совершил, по преданиям, множество чудес. Во время эпидемий чумы жители Карпантра использовали его как талисман — прикосновение к гвоздю исцеляло больных и одержимых. Факты чудесных исцелений официально признаны Ватиканом. И самое главное чудо — гвоздь из собора в Карпантра за почти два тысячелетия существования не заржавел — говорят, что его пытались позолотить, но позолота отставала.
Существует мнение, что эти удила на самом деле не имеют отношения к крестным мукам Христа и что на самом деле они были изготовлены здесь же, на месте, древними галлами. Но так это или нет — неизвестно. В любом случае металл, из которого изготовлены удила из собора Карпантра, не окисляется, тогда как с гвоздём из Нотр-Дама никаких чудесных историй или легенд о чудесных исцелениях не связано; более того, нотр-дамский гвоздь — ржавый..

## Источник
- Alain Girard, La représentation de la Cour céleste dans les portails de Blaise Lécuyer, in Le Peuple des Saints, Académie de Vaucluse, 1987, ISBN 2-906908-00-2
- Alain Girard, L’aventure gothique entre Pont-Saint-Esprit et Avignon du XIIIe au XVe siècle, Édisud, 1996, ISBN 2-85744-888-0